# Halmstad–Bolmens Järnväg
Halmstad–Bolmens Järnväg (HBJ) var en smalspårig järnväg (spårvidd: 1 067 millimeter), 64 kilometer lång med huvudbana från Halmstads Östra station till Bolmens järnvägsstation vid sjön Bolmen. Den byggdes som enskild järnväg och öppnades för allmän trafik 4 november 1889. Hela banan byggdes på drygt två år. Den förstatligades 1947 och lades ned 1966.
I Halmstad hade man räknat med att få ansluta banan vid samma station som Järnvägslinjen Halmstad-Nässjö. De båda bolagen kunde inte enas om villkoren varför HBJ beslöt att anlägga en egen station där.
HBJ var den sista delen av den smalspåriga järnvägen mellan Karlshamn i Blekinge och Halmstad på Västkusten. Karlshamn–Vislanda Järnväg hade invigts 1874 och Vislanda–Bolmens Järnväg 1878. År 1889 var således hela sträckan mellan Karlshamn och Halmstad klar.

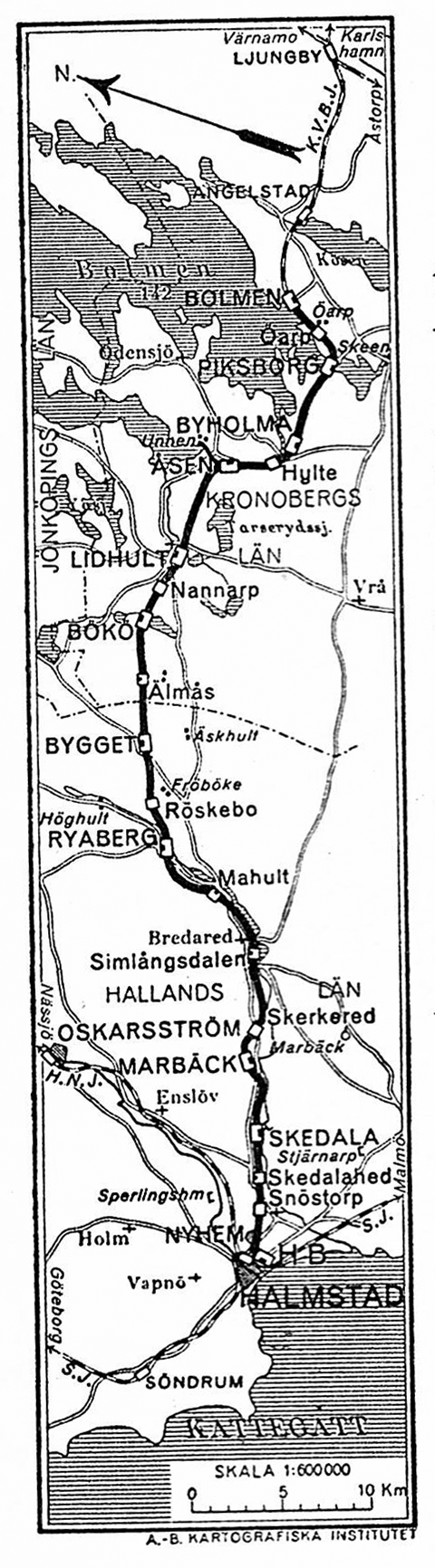
HBJ. Karta 1926.

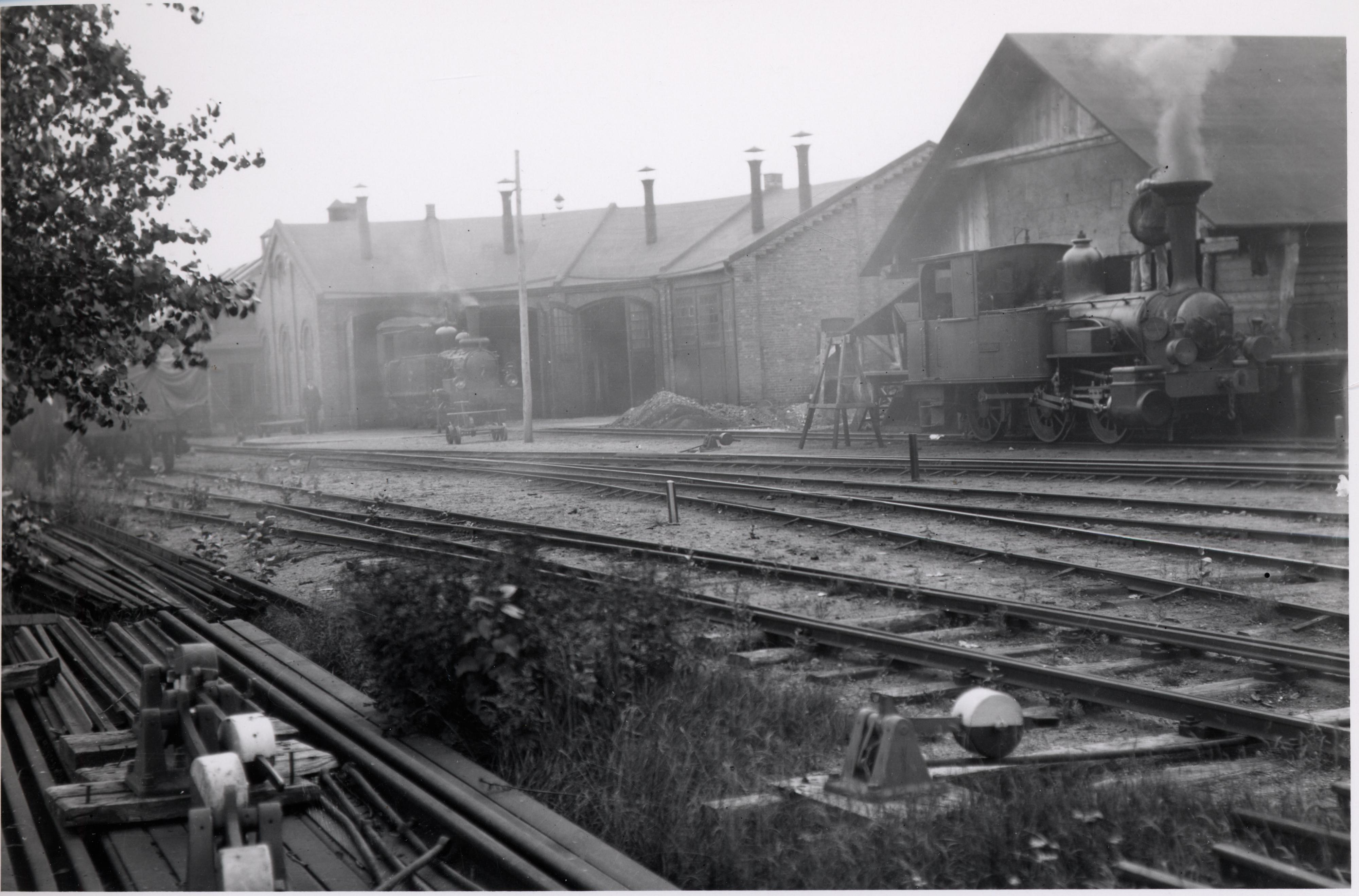
Bolmenbanans lokstall i Halmstad med loket HBJ 5 "Halland", 1922. Loket tillverkades av Nohab 1895 och skrotades 1934.

Banan byggdes för att det fanns ett stort behov av att kunna transportera större mängder skogsprodukter, som dittills utförts med ox- och hästtransporter från inlandet till Halmstad. 
Halmstads handelsförening tog initiativ till en undersökning av två alternativa sträckningar av den tilltänkta linjen, den ena över Skeen och den andra över Fettjesundet. Uppdraget gick till kapten Wilhelm Gagner vid Väg- och vattenbyggnadskåren. Bland personerna som intresserade sig för banans tillkomst kan nämnas riksdagsmannen och godsägaren Ivar Lyttkens från Skedala, friherre D.E. Stjerncrona, landshövding Carl Nordenfalk, apotekare Carl Fredric von Sydow, grosshandlare A.E. Phil och Anders Apelstam.
Från Åsens station utgick ett två kilometer långt stickspår till södra delen av sjön Unnen, där Unnens station fanns. Denna del lades ned 1941.